# واریزان
واریزان (به عربی: واریزان) یک شهرداری در الجزایر است که در استان غلیزان واقع شده‌است.